# 阿倫德爾主教座堂
阿倫德爾主教座堂（英語：Arundel Cathedral）是位於英國英格蘭西薩塞克斯郡城市阿倫德爾的一座羅馬天主教的教堂。這座教堂是天主教阿倫德爾暨布萊頓教區的主教座堂。阿倫德爾主教座堂是英國的一級保護建築。

## 外部連結

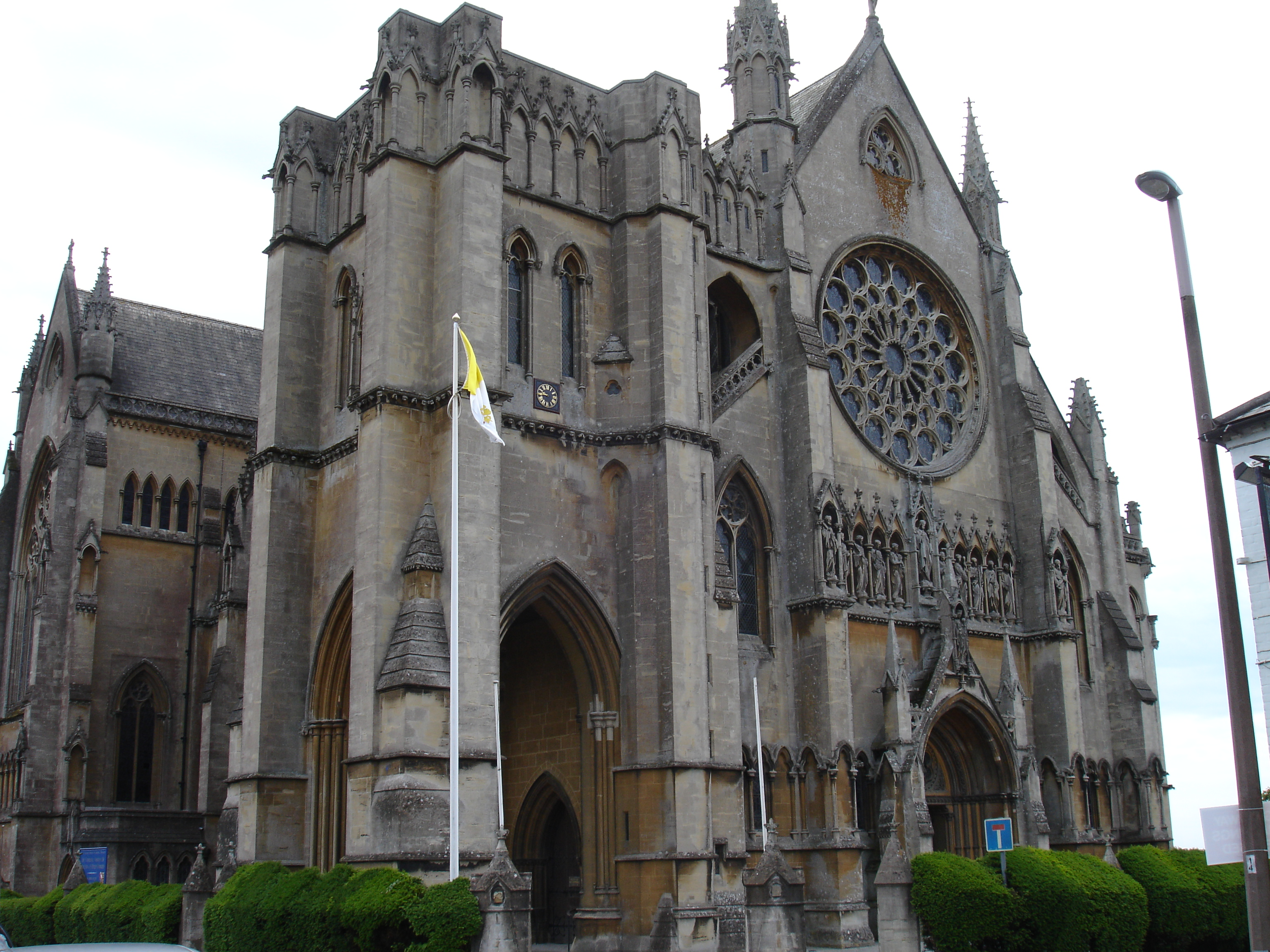
阿倫德爾主教座堂

- Arundel Cathedral Website
- Friends of Arundel Cathedral （页面存档备份，存于）
- 360° panorama of Cathedral interiors （页面存档备份，存于）